# Tavleen Singh
Tavleen Singh (Mussoorie ,1950) es una escritora, periodista y columnista india autora de numerosos reportes políticos.

## Biografía
Nació en una familia sij. Estudió en el Welham Escuela de Niñas; cursó periodismo en la Politécnica de Nueva Delhi en 1969 y se graduó por la St. Bede Collegrsidad, Shimla.
Se casó con el político paquistaní Salman Taseer. El matrimonio duró unos meses entre 1979 a 1980, y tuvieron un hijo, el escritor Aatish Taseer. A partir de entonces, Tavleen permaneció sola y crio a su hij, en su casa ancestral en Delhi. 
A finales de los años ochenta, entró en contacto con Ajit Gulabchand, director ejecutivo de Hindustan Construction Co. (HCC) y descendiente de la familia Walchand Hirachand, una de las familias de negocios más antiguas de la India. Tavleen declinó casarse con Gulabchand, conviviendo en Mumbai, desde 1994 para estar cerca de Gulabchand.

## Trayectoria
Empezó su carrera con un trabajo de reportajes en el Evening Mail (Correo del Anochecer), en Slough (Inglaterra), donde trabajó y entrenó durante dos años y medio bajo la supervisión de Thompson Press/ Westminster.
En 1990, comenzó su contrato con la televisión, encabezó la oficina de Plus Channel Delhi. Presentó dos revistas de video People Plus y Business Plus, y diagramó Ek Din Ek Jeevan, un programa semanal hindi para STAR Plus, en The Indian Express y The Hitavada. Para ellos, escribió una columna los domingos.